# Emirat d'al-Gharbia
L'emirat d'al-Gharbia o Al-Gharbiyya (l'Algarve) (en àrab إمارة الغربية, Imārat al-Ḡarbiyya) fou un efímer emirat del sud de Portugal, que es va formar, com altres emirats de la península Ibèrica, arran de la descomposició del califat de Còrdova, vers el 1016.
No se sap en quin any va esdevenir independent de fet, però fou governat per Abu-Uthman Saïd ibn Harun, valí de Shantamariyya al-Gharbiyya, que ja es documenta l'any 1016, i a qui, en 1041, va succeir el seu fill Muhàmmad ibn Saïd ibn Harun, qui, des de la primera lectura de la khutba (oració), ho va fer en nom propi.
El 1051 l'emirat fou ocupat per l'emirat d'Ixbíliya, que va conservar la regió durant quaranta anys. El 1091 va quedar en poder dels almoràvits. La dominació dels almoràvits va durar 54 anys i es va acabar el 1144. En aquest moment el governador es va fer independent i va establir la dinastia súfida o muridínida.
Fou emir Ibn Qassi Abu-l-Qàsim Àhmad (1144-1151) i el va succeir el 1151 Ibn al-Múndhir (1151). Els almohades van ocupar l'Algarve el 1151. El 1229 va passar a mans del regne de Múrcia, però els almohades van recuperar la zona el 1238, només per perdre-la uns anys després enfront dels portuguesos (1249).